# ميدواي ساوث (تكساس)
ميدواي ساوث (بالإنجليزية: Midway South CDP, Texas)‏ هي منطقة سكنية تقع بولاية تكساس في الولايات المتحدة. تبلغ مساحتها 3.2 كم2، وترتفع عن سطح البحر 24 م، بلغ عدد سكانها 2,239 نسمة في عام 2010 حسب إحصاء مكتب تعداد الولايات المتحدة وتصل الكثافة السكانية فيها 699.7 نسمة لكل كيلومتر مربع (1,812.2/ميل2).

## التركيبة السكانية
حدّد مكتب تعداد الولايات المتحدة بيانات التركيبة السكانية لميدواي ساوث في تعداد الولايات المتحدة. في ما يلي، التركيبة السكانية حسب تعدادي 2000 و2010.

### تعداد عام 2000
بلغ عدد سكان ميدواي ساوث 1,711 نسمة بحسب تعداد عام 2000، وبلغ عدد الأسر 419 أسرة وعدد العائلات 373 عائلة مقيمة في المنطقة السكنية. في حين سجلت الكثافة السكانية 534.7 نسمة لكل كيلومتر مربع (1,384.9/ميل2). وبلغ عدد الوحدات السكنية 461 وحدة بمتوسط كثافة قدره 144.1 لكل كيلومتر مربع (373.2/ميل2).
وتوزع التركيب العرقي للمنطقة السكنية بنسبة 82.58% من البيض و0.06% من الأمريكيين الأفارقة و16.01% من الأعراق الأخرى و1.34% من عرقين مختلطين أو أكثر و95.27% من الهسبانيون أو اللاتينيون من أي عرق.
بلغ عدد الأسر 419 أسرة كانت نسبة 70.2% منها لديها أطفال تحت سن الثامنة عشر تعيش معهم، وبلغت نسبة الأزواج القاطنين مع بعضهم البعض 62.8% من أصل المجموع الكلي للأسر، ونسبة 19.8% من الأسر كان لديها معيلات من الإناث دون وجود شريك،  بينما كانت نسبة 6.4% من الأسر لديها معيلون من الذكور دون وجود شريكة وكانت نسبة 11% من غير العائلات. تألفت نسبة 8.4% من أصل جميع الأسر من عدة أفراد يعيشون في نفس المنزل ونسبة 3.6% كانت تتألف من شخص يعيش بمفرده يبلغ من العمر 65 عاماً أو أكثر. وبلغ متوسط حجم الأسرة المعيشية 4.07، أما متوسط حجم العائلات فبلغ 4.32.
بلغ العمر الوسطي للسكان 22.6 عاماً. وكانت نسبة 41.4% من القاطنين تحت سن الثامنة عشر، وكانت نسبة 13.3% بين الثامنة عشر والرابعة والعشرين عاماً، ونسبة 25.9% كانت واقعةً في الفئة العمرية ما بين الخامسة والعشرين والرابعة والأربعين عاماً، ونسبة 13.5% كانت ما بين الخامسة والأربعين والرابعة والستين، ونسبة 5.6% كانت ضمن فئة الخامسة والستين عاماً فما فوق. يوجد لكل 100 أنثى 95.3 ذكر، ويوجد لكل 100 أنثى في الثامنة عشر من عمرها فما فوق 97.6 ذكر.
بلغ متوسط دخل الأسرة في المنطقة السكنية 18,657 دولارًا، أما متوسط دخل العائلة فبلغ 19,352 دولارًا. وكان متوسط دخل الذكور 12,321 دولارًا مقابل 15,966 دولارًا للإناث. وسجل دخل الفرد الخاص بالمنطقة السكنية 6,591 دولارًا. وكانت نسبة 43.6% من العائلات ونسبة 50.3% من السكان تحت خط الفقر، وكان من هؤلاء نسبة 51% تحت سن الثامنة عشر ونسبة 42% في الخامسة والستين من العمر وما فوق.

### تعداد عام 2010
بلغ عدد سكان ميدواي ساوث 2,239 نسمة بحسب تعداد عام 2010، وبلغ عدد الأسر 557 أسرة وعدد العائلات 507 عائلة مقيمة في المنطقة السكنية. في حين سجلت الكثافة السكانية 699.7 نسمة لكل كيلومتر مربع (1,812.2/ميل2). وبلغ عدد الوحدات السكنية 618 وحدة بمتوسط كثافة قدره 193.1 لكل كيلومتر مربع (500.1/ميل2).
وتوزع التركيب العرقي للمنطقة السكنية بنسبة 83.61% من البيض و0.76% من الأمريكيين الأفارقة و0.31% من الأمريكيين الأصليين و0.04% من الأمريكيين ذوي الأصول الآسيوية و13.44% من الأعراق الأخرى و1.83% من عرقين مختلطين أو أكثر و94.37% من الهسبانيون أو اللاتينيون من أي عرق.
بلغ عدد الأسر 557 أسرة كانت نسبة 64.8% منها لديها أطفال تحت سن الثامنة عشر تعيش معهم، وبلغت نسبة الأزواج القاطنين مع بعضهم البعض 60% من أصل المجموع الكلي للأسر، ونسبة 21.5% من الأسر كان لديها معيلات من الإناث دون وجود شريك،  بينما كانت نسبة 9.5% من الأسر لديها معيلون من الذكور دون وجود شريكة وكانت نسبة 9% من غير العائلات. تألفت نسبة 8.3% من أصل جميع الأسر من عدة أفراد يعيشون في نفس المنزل ونسبة 3.9% كانت تتألف من شخص يعيش بمفرده يبلغ من العمر 65 عاماً أو أكثر. وبلغ متوسط حجم الأسرة المعيشية 4.02، أما متوسط حجم العائلات فبلغ 4.19.
بلغ العمر الوسطي للسكان 25.4 عاماً. وكانت نسبة 38% من القاطنين تحت سن الثامنة عشر، وكانت نسبة 11.5% بين الثامنة عشر والرابعة والعشرين عاماً، ونسبة 28.6% كانت واقعةً في الفئة العمرية ما بين الخامسة والعشرين والرابعة والأربعين عاماً، ونسبة 15.4% كانت ما بين الخامسة والأربعين والرابعة والستين، ونسبة 6.6% كانت ضمن فئة الخامسة والستين عاماً فما فوق. وتوزع التركيب الجنسي للسكان بنسبة 48% ذكور و52% إناث.